# Syngramma spathulata
Syngramma spathulata är en kantbräkenväxtart som först beskrevs av Carl Frederik Albert Christensen, och fick sitt nu gällande namn av Holtt. Syngramma spathulata ingår i släktet Syngramma och familjen Pteridaceae. Inga underarter finns listade.